# Donje Grbice
Donje Grbice (cyr. Доње Грбице) – wieś w Serbii, w okręgu szumadijskim, w mieście Kragujevac. W 2011 roku liczyła 509 mieszkańców.